# Central Cee
Central Cee, właśc. Oakley Caesar-Su (ur. 4 czerwca 1998 w Londynie) – brytyjski raper, piosenkarz, model i autor tekstów.
Jego pierwszy mixtape ,,Wild West" ukazał się 12 marca 2021 roku. 25 lutego 2022 roku opublikował swój drugi mixtape pt ,,23". Obydwie płyty uzyskały status złotej płyty nadanej przez BPI.

## Wczesne życie
Oakley Neil H.T. Caesar-Su urodził się 4 czerwca 1998 roku w Ladbroke Grove w Londynie. Jego matka jest Irlandką, a ojciec Gujańczykiem oraz ma pochodzenie chińskie. 
Kiedy Oakley miał siedem lat, jego rodzice się rozstali, a on zaczął mieszkać z matką i dwoma młodszymi braćmi w Shepherd's Bush. Ma również przyrodniego brata. Jeden z jego braci to Juke Caesar, który pojawił się na mikstejpie "23" pod pseudonimem "Lil Bro".
Jeszcze mając 13 lat, Brytyjczyk zainicjował swoją przygodę z muzyką. W wywiadzie z kwietnia dla "The Guardian" opowiadał o inspiracji muzycznym stylem swojego ojca, który w samochodzie odtwarzał albumy raperów z poprzednich pokoleń, oraz zróżnicowanym brzmieniem otoczenia, w którym się wychował. 
Chodził do tej samej szkoły co raper Digga D, będąc od niego o 2 lata starszym. Rzucił szkołę w wieku 16 lat.
Swoją karierę muzyczną rozpoczął już w wieku 14 lat, zainspirowany przez znajomego, który zaprowadził go do studia nagraniowego.  Przez trzy tygodnie pracował w sklepie obuwniczym, zanim poznał swoje wynagrodzenie i zdecydował się odejść. Ostatecznie, aby zarobić pieniądze, zajął się ,,drobnym" handlem narkotykami.

## Kariera muzyczna

### 2014–2019: Początki kariery
Jego pierwszym muzycznym wystąpieniem był udział w remiksie "Ain't On Nuttin" z J Husem i innymi w styczniu 2015 roku. W 2016 roku pojawił się w remiksie utworu "Spirit Bomb" autorstwa AJ Tracey obok Dave'a i innych. W sierpniu 2016 roku wydał sinigel "Pull Up". 
Pierwsze projekty, w tym EP "17", ukazały się w 2017 roku. W październiku 2019 roku wydano freestyle "Next Up?" po licznych singlach wydanych wcześniej.

### 2020–2021: "Wild West"
W 2019 roku nawiązał współpracę z przyszłym menedżerem, YBeeez, który zainspirował go do kontynuacji kariery muzycznej. 
14 czerwca 2020 roku wydał przełomowy numer w jego karierze pt ,,Day in the Life". Na styczeń 2024 roku utwór zgromadził 84 mln wyświetleń w serwisie YouTube.
W tym samym roku wypuścił single ,,Molly" oraz ,,Loading". Teledyski do tych utworów zostały opublikowane przez GRM Daily.  Na styczeń 2024 roku singiel ,,Loading" zgromadził 163 mln wyświetleń.
Dwa utwory "Loading" oraz "Commitment Issues" znalazły się w pierwszej dwudziestce brytyjskiej listy przebojów UK Singles Chart. 
W marcu 2021 roku Central Cee samodzielnie wydał swój debiutancki mixtape "Wild West", który zadebiutował na drugim miejscu UK Albums Chart i pierwszym miejscu UK R&B Albums Chart.

### 2021–2022: "23"oraz "No More Leaks"
We wrześniu 2021 roku wydał singiel pt. "Obsessed with You", który osiągnął 4. miejsce na liście przebojów UK Singles Chart, stając się głównym singlem promującym drugi mixtape artysty zatytułowany "23", ogłoszonym w listopadzie 2021 roku. 
Singiel "Daily Duppy" został wydany w Boże Narodzenie 2021 roku. Kolejne single z mixtape'u, m.in. "Retail Therapy" i "Cold Shoulder", ukazały się 6 i 27 stycznia 2022 roku.  
25 lutego 2022 roku mixtape "23" zadebiutował na pierwszym miejscu na liście UK Albums Chart.
21 lipca 2022 roku po przedpremierowych pokazach na koncertach i w mediach społecznościowych, singiel "Doja" ukazał się wraz z teledyskiem wyreżyserowanym przez Cole'a Bennetta. Stał się najwyżej notowanym utworem w karierze artysty, debiutując na drugim miejscu na liście przebojów UK Singles Chart. Utwór zajął również 12. miejsce na amerykańskiej liście Bubbling Under Hot 100. 
14 października 2022 roku niespodziewanie wydał EP "No More Leaks", której towarzyszył singiel "One Up", wydany dzień wcześniej. 
16 grudnia 2022 roku ukazał się singiel "Let Go", wykorzystujący sampla z utworu "Let Her Go" Passengera, osiągając szóste miejsce na liście przebojów UK Singles Chart.
W 2022 roku stał się pierwszym brytyjskim raperem, który osiągnął 1 miliard odsłon na Spotify w ciągu jednego roku. 

### 2023–teraz: Split Decision
9 lutego 2023 roku wydał singiel "Me & You". 
1 czerwca 2023 roku Central Cee i Dave wydali wspólny singiel "Sprinter". "Sprinter" to pierwszy numer jeden w karierze Central Cee, który równocześnie ustanowił rekord pod względem największej liczby odsłon w tygodniu dla utworu rapowego w historii Wielkiej Brytanii. Singiel również pobił rekord najdłużej utrzymującego się na szczycie zestawienia rapowego w Wielkiej Brytanii. 
Był to główny utwór promujący ich wspólną EP pt. "Split Decision", które niespodziewanie ukazało się 4 czerwca.
Pod koniec czerwca pojawił się na liście XXL Freshman Class 2023. Kilka dni później ogłoszono, że podpisał kontrakt z Columbia Records.
21 lipca 2023 roku wydał "On the Radar Freestyle" z Drakiem. Utwór zadebiutował na 80. miejscu na liście Billboard Hot 100, stając się jego pierwszym utworem na tej liście. 
20 października tego samego roku pojawił się w utworze razem z australijskim raperem The Kid Laroi i gwiazdą k-popu Jungkook zatytułowanym "Too Much".
21 grudnia 2023 roku Cench wydał singiel "Entrapaneur".

## Modeling
6 kwietnia 2021 roku Central Cee zadebiutował jako model w kolekcji Nike X Nocta Drake'a. W listopadzie 2022 roku był twarzą kampanii "Neve World" Jaquemus. 
Ponadto, brał udział w projektach dla JD, brytyjskiego sklepu odzieżowego sportowej.

## Dyskografia

### Mixtape
| Rok  | Album | Pozycja na liście | Pozycja na liście | Pozycja na liście | Pozycja na liście | Sprzedaż           | Certyfikat     |
| Rok  | Album | UK                | AUS               | IRE               | NZ                | Sprzedaż           | Certyfikat     |
| ---- | --- | ----------------- | ----------------- | ----------------- | ----------------- | ------------------ | -------------- |
| 2021 | Wild West - Data: 12 marca 2021 - Wytwórnia: wydawnictwo własne - Format: CD, digital dowload, streaming | 2                 | 37                | 3                 | —                 | - BPI: złota płyta | - UK: 100 000+ |
| 2022 | 23 - Data: 25 lutego 2022 - Wytwórnia: wydawnictwo własne - Format: CD, digital dowload, streaming       | 1                 | 6                 | 3                 | 14                | - BPI: złota płyta | - UK: 100 000+ |